# Hôpital Nostra Senyora de Meritxell
L'hôpital Nostra Senyora de Meritxell (en catalan : Hospital Nostra Senyora de Meritxell) est le seul hôpital public d'Andorre, nommé d'après Notre-Dame de Meritxell.
L'hôpital est construit en 1993 et inauguré en 1994 à Escaldes-Engordany.
Il s'étend sur 12 niveaux, et dispose de 168 lits. Il est équipé d'un héliport. 
Une installation artistique y a été mise en place en 2018 pour commémorer le 70e anniversaire de la Déclaration universelle des droits de l'homme.